# Arterivirus
Az Arterivirus a IV. csoportba sorolt pozitív egyszálú RNS-vírusok egyik neme. Típusfaja a lóarteritis vírus. A nemet 1996-ban a Nidovirales rendbe sorolták. A genusba négy faj tartozik:
- Lóarteritis vírus
- Sertések reprodukciós zavarokkal és légzőszervi tünetekkel járó szindrómájának vírusa
- Majom-vérzéseslázvírus
- Tejsav dehidrogenáz-szintet emelő vírus

Az arterivírusok kis, lipidburokkal rendelkező, emlősöket fertőző vírusok. Valamennyi faja a gazdaszervezet makrofágjainak különböző alpopulációit pusztítja el, de az általuk okozta betegségek tünetei igen változatosak. Ezzel szemben virionjuk és genomjuk szerkezetében igen hasonlóak.